# Historia o niezwyciężonym rycerzu Zygfrydzie
Historia o niezwyciężonym rycerzu Zygfrydzie. Ciekawe i zajmujące opowiadanie z przeszłości – anonimowa niemiecka przeróbka Pieśni o Nibelungach, adresowana do odbiorcy drobnoszlacheckiego i mieszczańskiego. Pierwodruk pochodzi z 1726, ale prawdopodobnie sam utwór powstał pół wieku wcześniej.

## Charakterystyka
Jest to przykład Volksbuchu – popularnej opowieści o niezwykłych wydarzeniach i bohaterskich czynach, jaką można było nabyć zwłaszcza na jarmarkach.
Z Pieśni o Nibelungach pochodzą zasadnicze motywy fabuły: zabicie przez tytułowego bohatera smoka, zdobycie strzeżonego przez niego skarbu, małżeństwo z królewską córką, podstępne zabicie bohatera na polowaniu przez powinowatych, jego słaby punkt na plecach niepokryty smoczym tłuszczem, zemsta na mordercach zgotowana przez zrozpaczoną wdowę.
Główną różnicą między Historią a Pieśnią są przeinaczenia imion: Krymhilda występuje tu jako Florygunda, jej ojciec to Gilbald (Dankrat), bracia – Erenbert (Gunther), Walter, Hagenwald (Hagen z Tronege). Rodzicami Zygfryda są Zyghard (Zygmund) i Adelgunda (Zygelinda), jego syn z Florygundy to Lewhard.
Do innych charakterystycznych cech Historii należy: wyeksponowanie wątku miłosnego, rozbudowanie warstwy przygodowej (walka z potworami), jednobarwne postacie (nie ewoluują w toku akcji w inny typ charakteru), brak klątwy ciążącej na smoczym złocie (Skarb Nibelungów). Zygfryda pomścił za namową Florygundy jego ojciec.